# Åshöjden
Åshöjden (finska: Alppiharju) är ett distrikt och en stadsdel i Helsingfors som består av delområdena Ås och Alphyddan.

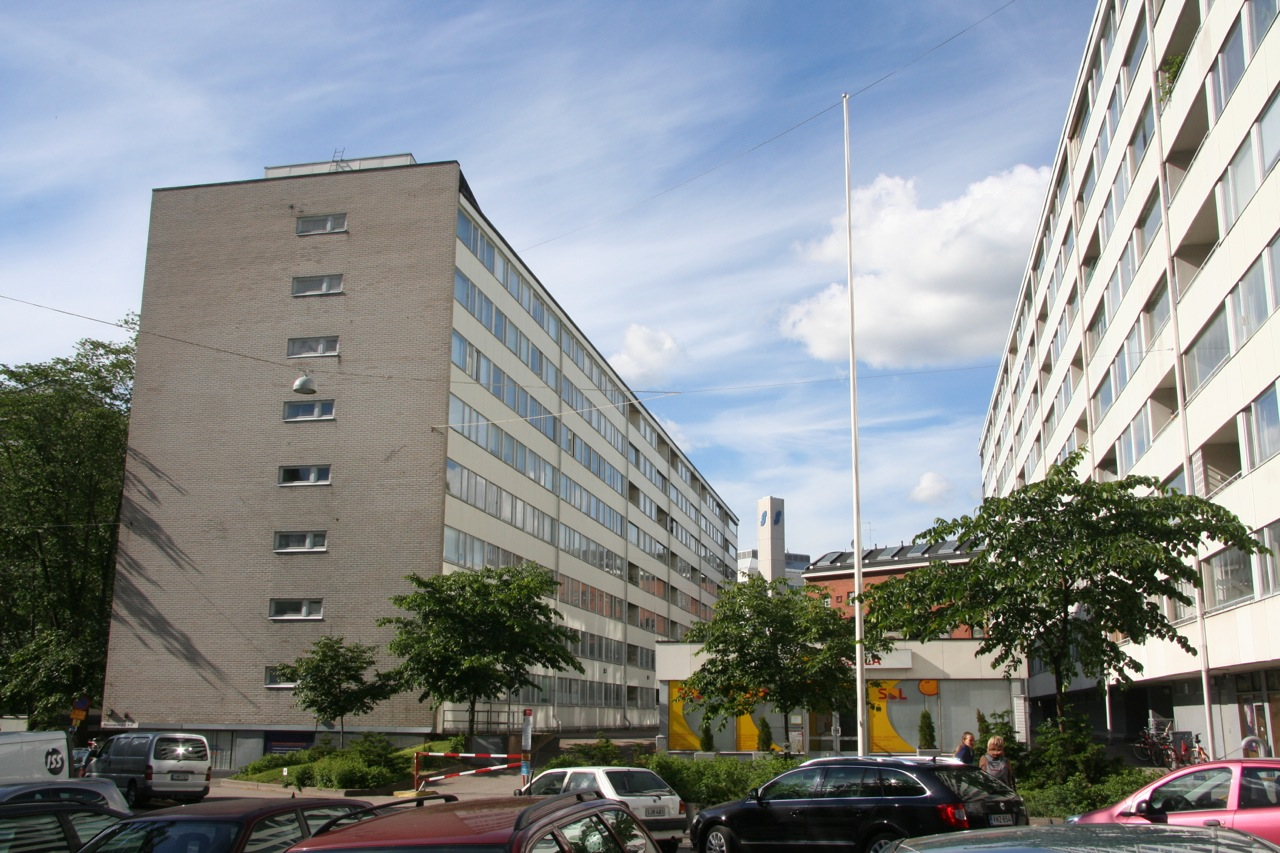
Finlands största bostadsaktiebolag Satakallio är beläget i Åshöjden.

Åshöjden har Helsingfors i genomsnitt minsta bostäder (38 m2) och den högsta befolkningstäthet på distriktsnivå. De flesta byggnader härstammar från den första hälften av 1900-talet, då distriktet var en arbetarstadsdel.
Svenskspråkiga läroverket Andra svenska lyceum (ASL) fungerade vid Sturegatan 6 i Åshöjden 1957-1977. Åshöjdens grundskola är idag verksam i samma skolbyggnad.